# Departamento de Lavalleja
Lavalleja es uno de los diecinueve departamentos que componen la República Oriental del Uruguay. Su capital y ciudad más poblada es Minas.
Está localizado en la zona centro-este del país, limitando al norte con Treinta y Tres, al este con Rocha, al sur con Maldonado y al oeste con Canelones y Florida. Según el censo 2023, cuenta con 59 175 habitantes y una superficie de 10 016 km², teniendo una densidad de población de 5,91 hab/km².
Los gentilicios que reciben los habitantes de Lavalleja son serrano o lavallejino.

## Toponimia
El departamento recibe su nombre en homenaje al brigadier general Juan Antonio Lavalleja, quien era oriundo de Minas y tuviera una destacada actuación militar y política en la lucha independentista del país.

## Símbolos

### Escudo
El escudo de Lavalleja consta de tres franjas horizontales de color azul, blanco y rojo. En su interior contiene un dibujo del sol de mayo, que ilumina el cerro Arequita. En la parte inferior izquierda del mismo figuran un arado y una parva de trigo, y en la parte derecha un toro, los tres símbolos de la riqueza del departamento. Arriba y abajo del dibujo, y en letras blancas, figura la leyenda «DEPARTAMENTO DE LAVALLEJA».

### Bandera
La bandera de Lavalleja utiliza los colores del escudo de Lavalleja. Posee en su franja media una representación de las sierras de Minas, junto a la inscripción «LAVALLEJA».

## Historia
El departamento fue creado el 16 de junio de 1837 con parte de territorios de los departamentos de Cerro Largo y Maldonado. Al principio llevaba por nombre de forma oficial el de departamento de Minas. En marzo de 1888 en la Cámara de Diputados se solicitó elevar el rango de la villa de Minas al de ciudad y cambiarle el nombre al departamento por el de Lavalleja. Lo primero fue aprobado. El 26 de diciembre de 1927 finalmente se sustituyó el nombre del entonces departamento de Minas, pasando a llamarse oficialmente de forma definitiva como departamento de Lavalleja.

## Gobierno

Situación de los municipios del departamento de Lavalleja hasta 2018.
1- Municipio de José Batlle y Ordóñez;
2- Municipio de José Pedro Varela;
3- Municipio de Mariscala;
4- Municipio de Solís de Mataojo.

De acuerdo con el artículo 262 de la Constitución de la República, en materia de administración departamental "el Gobierno y Administración de los Departamentos, con excepción de los servicios de seguridad pública, serán ejercidos por una Junta Departamental y un Intendente. Tendrán su sede en la capital de cada departamento e iniciarán sus funciones sesenta días después de su elección."
Además, "el Intendente, con acuerdo de la Junta Departamental, podrá delegar en las autoridades locales el ejercicio de determinados cometidos en sus respectivas circunscripciones territoriales"(...).

### Ejecutivo
La Intendencia es el órgano ejecutivo del departamento. El Intendente es electo de forma directa con cuatro suplentes, por un período de cinco años con posibilidad de reelección.

### Legislativo
La legislatura está ejercida por una Junta Departamental compuesta de 31 ediles, con tres suplentes, que acompañan a las listas electorales y son elegidos de forma democrática. Los ediles son los encargados de proponer reformas municipales, decretos e impuestos, así como cualquier otro proyecto que estimen conveniente coordinar con el Intendente. Ellos cumplen la función del Poder Legislativo a nivel departamental.

### Municipios
El 15 de marzo de 2010, a través de la ley N.º 18.653, fueron creados 2 municipios en el departamento de Lavalleja. Los primeros municipios fueron lo de José Pedro Varela y Solís de Mataojo.
El 27 de marzo de 2015, de acuerdo a la ley N.º 19319, se creó el tercer municipio en la localidad de José Batlle y Ordóñez.
Posteriormente el 24 de octubre de 2018, a través del decreto departamental 3518/018 fue creado el municipio de Mariscala.
| Mapa | Municipio             | Circunscripción electoral | Superficie (km²) | Población (2011) | Sede                  |
| ---- | --------------------- | ------------------------- | ---------------- | ---------------- | --------------------- |
|      | José Batlle y Ordóñez | SIE                       | 784              | 2283             | José Batlle y Ordóñez |
|      | José Pedro Varela     | SHD                       | 852              | 5398             | José Pedro Varela     |
|      | Mariscala             | SGC                       | sin datos        | sin datos        | Mariscala             |
|      | Solís de Mataojo      | SCC                       | 102              | 2924             | Solís de Mataojo      |

## Geografía
Se encuentra dentro de la penillanura cristalina. Rocas metamórficas y volcánicas, forman la región conocida como serranías de Minas. Está surcada por arroyos que pertenecen a la cuenca del río Santa Lucía, hacia el oeste, y a las cuencas del arroyo Aiguá y del río Cebollatí hacia el este. La temperatura anual promedio es de 17 °C y las precipitaciones alcanzan unos 1000 mm anuales.
Las actividades económicas más extensivas son la ganadería y la agricultura. También la minera es de cierta entidad, se explotan calizas, dolomitas y mármoles.

### Orografía
Presenta un relieve alto en el sur, con sierras, cerros y valles amplios, y llanura hacia el norte. Posee cerros y peñascos que a menudo son de granito. El departamento está comprendido por terrenos correspondientes al basamento cristalino, con fracturas y dislocaciones en varias partes, lo que originó pequeñas fosas tectónicas rellenadas por terrenos posteriores, como las localizadas en el valle del río Santa Lucía y en la región donde se han derramado lavas basálticas. En vastas zonas del basamento predominan diversos tipos de granitos y cuarcitas que, por su resistencia a la meteorización y erosión, determinan las zonas más quebradas y escabrosas del departamento. Son abundantes también las calizas cristalinas y dolomíticas.
Hay áreas en las que la acumulación sedimentaria ha sido importante, rellenando las partes bajas para conformar valles muy favorables para la ganadería y la agricultura, como el valle Fuente y el valle Chico con suelos y pastos de riqueza nutritiva.

### Hidrografía
Posee una red hidrográfica importante y bien distribuida que puede ser dividida en dos cuencas: la del río Santa Lucía que riega toda la región sur, y la central o del Cebollatí, encerrada parcialmente por la cuchilla Grande, que abarca toda la zona norte y central del departamento.

## Economía
Las principales actividades económicas son la ganadería y la agricultura; también la actividad turística y minera.
En esta última se destaca la planta de cemento Artigas, ubicada en las proximidades de la ciudad de Minas, donde en su suelo se explotan calizas, dolomitas y mármoles.
Al norte se desarrolla de forma predominante la actividad ganadera y arrocera. Al sur existe un área chacrera y lechera, y existe una zona intermedia donde la actividad forestal se ha expandido considerablemente llegando a 109.226 hectáreas.
Se extraen materiales de construcción y ornamentación como arena, pedregullo y la llamada piedra de construcción y el limo arcilloso con el que se elabora la cerámica roja, además de mármol. 
Se crían principalmente vacunos y ovinos, además de porcinos y conejos. Se cultiva soja, sorgo, maíz, cebada cervecera, papa, arroz, vid, frutales, destacándose como novedad el arándano y olivo. 
Existen importantes industrias que producen agua mineral natural, cerveza, finos vinos de exportación, además de molinos arroceros, extracción de calizas y elaboración de cal y cemento Portland entre otros.

## Infraestructura

### Transporte
Sobre el territorio de Lavalleja transitan las rutas nacionales 7, 8, 12, 13, 14, 40, 60, 81 y 108, conectándose con los departamentos circundantes. A ello se le suman dos líneas ferroviarias, Toledo-Río Branco y Sayago-Minas, por la que circulan trenes con cemento de las canteras de la zona.

## Turismo
El turismo en el departamento de Lavalleja se centra sobre todo en sus atractivos naturales, destacándose el turismo serrano, el cual ofrece sitios de interés que son visitados durante todo el año. La ciudad de Minas es también un importante atractivo, ofreciendo diferentes sitios de interés cultural. Lavalleja figura como uno de los principales destinos turísticos del Uruguay fuera del margen costero. Entre sus atractivos turísticos, destacan: Villa Serrana, Salto del Penitente, Mina de Oro, cerro Arequita, Laguna de los Cuervos, parque de Vacaciones de Funcionarios de UTE ANTEL, parque Salus, valle del Hilo de la Vida y el cerro del Verdún.

## Centros urbanos
Los siguientes son pueblos o ciudades con una población de 1000 o más habitantes (datos del censo del año 2023):
| Ciudad/Pueblo         | Población |
| --------------------- | --------- |
| Minas                 | 38 645    |
| José Pedro Varela     | 5 401     |
| Solís de Mataojo      | 3 244     |
| José Batlle y Ordóñez | 2 313     |
| Mariscala             | 1 753     |

Otras localidades con menos de 1000 habitantes son:
| - Pirarajá (740 hab.) - Zapicán (527 hab.) - La Coronilla (270 hab.) - Villa Serrana (215 hab.) - Blanes Viale (154 hab.) - San Francisco de las Sierras (146 hab.) - Aramendía (138 hab.) - Villa del Rosario (137 hab.) - Colón (113 hab.) | - Polanco Norte (87 hab. en 2011) - Marco de los Reyes (77 hab.) - 19 de Junio (55 hab. en 2011) - Estación Solís (55 hab. en 2011) - Gaetán (49 hab. en 2011) - Illescas (38 hab. en 2011) |